# Ulažni motor
Ulažni motor (od eng. ullage motor, ullage engine) odnosno ulažna raketa (eng. ullage rockets), relativno mali, neovisnim gorivnim sustavom punjeni raketni motori koje se može upaliti radi ubrzanja rakete prije paljenja glavnog motora, kad je letjelica u bestežinskom stanju.

## Opis
Raketama na pogon kriogenim gorivom su propelante u izoliranim spremnicima. Nikad nisu u potpunosti napunjeni zato da bi bilo mjesta za širenje. U mikrogravitacijskim uvjetima kriogene tekućine su bez slobodne površine koja postoji u bljuzgavom stanju između krutine, tekućine i plina. U ovom izmiješanom stanju ulažni plinovi mogli bi biti usisani u motore, što je nepoželjno jer razmješta okolo korisno gorivo, smanjuje učinkovitost i može oštetiti motore. Mali raketni motori, zvani "ulažni motori" ponekad se rabe za smiriti gorivo prije paljenja glavnog motora. To se čini radi oblikovanja privremene slobodne površine, različite granice između tekućeg i plinovitog stanja. Ovi motori daju ubrzanje koje potisne tekuće gorivo glavnog motora na "dno" njihovih spremnika. Pod dnom se ovdje uvijek misli ono što je dno u odnosu na poravnanje glavnog motora koji poslužuju ulažni motori. Tako mogu biti upumpani u motorne cijevi. Ulažne motore pali se tijekom razdvajanja stupnjeva rakete i/ili stabiliziranja rakete kad su kratka smanjenja ubrzanja što bi moglo omogućiti tekućem gorivu oteći iz gorivnih ulaza u motor. Ulažni motori također se uobičajeno koriste u misijama u dubokom svemiru kad tekuće raketno treba početi goriti nakon putovanja u mikrogravitaciji.

## Galerija
|  |  |